# Home Is Where the Music Is
Az 1972-es Home Is Where the Music Is Hugh Masekela nagylemeze. Szerepel az 1001 lemez, amit hallanod kell, mielőtt meghalsz című könyvben.

## Az album dalai
|     | Cím             | Szerző(k)       | Hossz |
| --- | --------------- | --------------- | ----- |
| 1.  | Part of a Whole | Caiphus Semenya | 9:37  |
| 2.  | Minawa          | Toure           | 9:37  |
| 3.  | The Big Apple   | Semenya         | 7:53  |
| 4.  | Uhomé           | Miriam Makeba   | 5:28  |
| 5.  | Maseru          | Hugh Masekela   | 7:07  |
| 6.  | Inner Crisis    | Willis          | 5:52  |
| 7.  | Blues for Huey  | Kippie Moeketsi | 6:25  |
| 8.  | Nomali          | Caiphus Semenya | 7:21  |
| 9.  | Maesha          | Caiphus Semenya | 10:28 |
| 10. | Ingoo Pow-Pow   | Caiphus Semenya | 6:45  |

## Közreműködők
- Hugh Masekela – szárnykürt
- Dudu Pukwana – altszaxofon
- Larry Willis – zongora
- Eddie Gomez – nagybőgő
- Makaya Ntshoko – dob